# Dinastia Leonidă

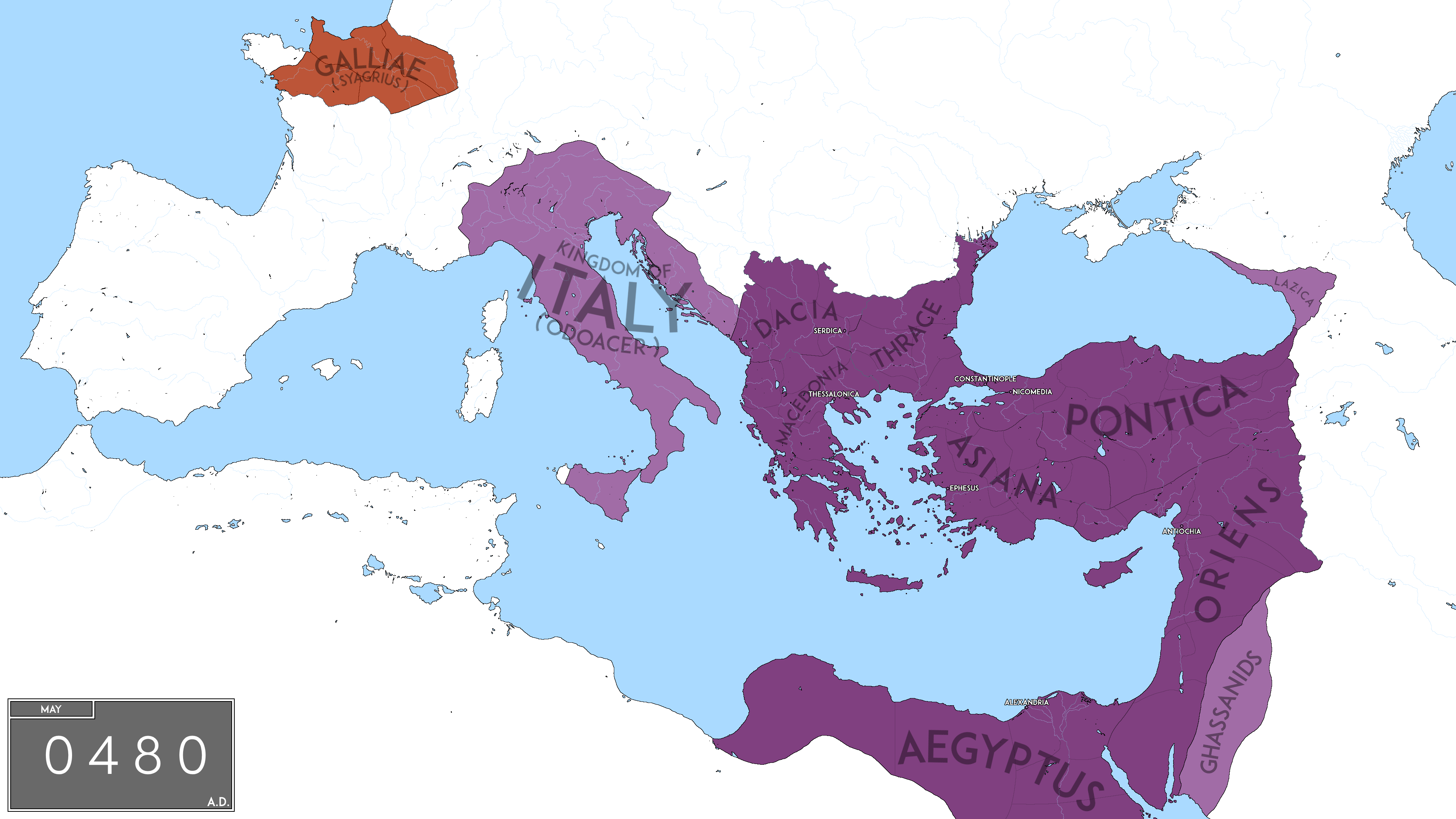
Imperiul Roman de Răsărit în 480.

Dinastia Leonidă (sau tracă, după originea lui Leon I) a fost o familie domnitoare în Imperiul Roman de Răsărit (457 - 518) și în Imperiul Roman de Apus (474 - 480). În timpul acestei dinastii, în Imperiul Bizantin a apărut mișcarea monofiziților și a început elenizarea Imperiului Roman de Răsărit.
Împărații din această dinastie au fost:
-în Imperiul Roman de Răsărit:
- Leon I Tracul (457–474)
- Leon al II-lea (474); fiul lui Zenon
- Zenon (474–491); ginerele lui Leon I
- Basiliskos (475–475); fratele vitreg al lui Leon I
- Anastasiu I (491–518); soțul văduvei lui Zenon
- Hepatius (532) uzurpator în Constantinopol, nepotul lui Anastasiu I

-în Imperiul Roman de Apus:
- Iulius Nepos (474–475, între 475 și 480 doar în Dalmația); nepotul vitreg al lui Leon I